# IceFrog
IceFrog é um designer de jogos, conhecido por ser o mais antigo e desenvolvedor atual do mapa do Defense of the Ancients, o MOD do Warcraft III. Ele está atualmente empregado pela Valve Corporation como o designer-chefe para Dota 2. O envolvimento de IceFrog com DotA começou em 2005, quando ele herdou os direitos de Steve "Guinsoo" Feak. Desde o início de seu envolvimento, IceFrog adicionou muitas características, incluindo heróis, itens e correções de jogabilidade. Cada lançamento é acompanhado por um log de alterações divulgado no site oficial.
IceFrog é conhecido por seu anonimato contínuo, sem nunca ter revelado publicamente o seu nome real. Ele revelou, contudo, que tinha 25 anos, em seu blog no dia 3 de fevereiro de 2009.